# 心理衛生行政
心理衛生行政（英語：mental health administration）隸屬於各級政府衛生單位、社區心理衛生中心或相關醫療機構，其業務項目含蓋法案或政策的制定及執行、服務規劃及評估、人員及組織管理、教育訓練、專業諮詢、預算編列與經費執行、財務管理、跨部門行政協調、研究及推廣等。

## 各國心理衛生行政的相關體系

### 美國
聯邦政府：衛生暨人類服務部 （页面存档备份，存于）─藥物濫用暨心理健康服務署 （页面存档备份，存于）(SAMHSA)
州郡政府 （页面存档备份，存于）：心理衛生部門(如加州)、心理健康辦公室(如紐約州)等。
州郡地方：社區心理衛生中心。

## 各國心理衛生行政的組織架構

### 美國
社區心理衛生中心：屬矩陣型組織(matrix organization)。

## 心理衛生行政人員的專業背景
包括公共衛生、護理、心理學、社會工作、社會學、公共行政、精神醫療等。

## 心理衛生行政人員的專業角色
- 對服務區域的居民與經費來源負起責信。
- 主動積極行銷心理衛生相關服務，提昇其心理健康概況。
- 扮演方案評估者的超然角色，為專業服務品質把關。

## 心理衛生行政人員的專業知能
方案評估、行政與管理、組織動力、人員甄選與教育訓練、諮詢、危機處置、臨床服務相關專業(心理病理等)、專業或行政的督導、預防科學(初級預防、心理衛生教育)、多元文化差異、資源網絡連結及拓展等。

## 心理衛生行政工作的未來趨勢
1. 發展實證為基礎(evidence-based practice, EBP)的心理衛生服務模式，包含結果評估的隨機對照驗證(randomized controlled trials)與經濟性評估的成本效果分析(cost-effectiveness analysis)、成本效率分析(cost-efficiency analysis)等。
2. 預防與促進工作將會愈來愈受到重視，以有效降低心理疾病的成本支出。例如美國「2010年健康國民」 (Healthy People 2010)白皮書所勾勒出的預防目標。然而，這也是目前各個心理衛生行政的公私部門亟待努力的方向。
3. 針對語言與文化的差異，心理衛生行政人員需要深入瞭解其對服務區域內心理衛生服務傳輸的相關影響，進而讓多元文化背景的人們都能獲得適合所需的心理衛生服務，包括不同的語言、國籍、性別、年齡、階級、宗教信仰、性取向、身體障礙與否等。
4. 時至今日，對心理疾病的污名化(stigma)現象未曾停歇，尤其身處在主流社會中。各級政府心理衛生行政人員應持續辦理降低歧視或偏見的公共教育或相關活動，亦可透過網路、傳播媒體等管道讓民眾更加瞭解相關資訊，進而改變對心理疾病的負面看法。
5. 心理衛生平等法案(Mental Health Parity Law)的相關議題也受到關注，此如能真正落實，亦可降低對心理病患的歧視或污名化。另外，心理病患均能獲得有品質的治療服務，進而提昇其心理健康、工作產能與生活品質。這是心理衛生行政工作努力克服的方向之一。
6. 由於電腦、網路等資訊科技日益發達，相對在心理衛生行政相關管理與決策方面提供不少便利的工具，也可應用在健康照護、研究、教育等，甚至已一個「心理衛生資訊學」(mental health informatics)的領域。因此，資訊科學在心理衛生行政的角色功能正持續不斷增加之中。

## 延伸閱讀
- 落實社區心理衛生之重要使命及政策方向
- Pickren, Wade E.; Stanley F. Schneider. . American Psychological Association]. 2005. ISBN 1-59147-164-8.

## 外部連結
- 台灣社區心理學資訊網
- 美國國家心理衛生研究院 （页面存档备份，存于）(National Institute of Mental Health, NIMH)
- 美國國家心理衛生資訊中心(National Mental Health Information Center, NMHIC)
- 美國各州心理衛生部門入口網站 （页面存档备份，存于）(State Departments and Divisions of Mental Health)
- 世界衛生組織：「心理衛生」主題專頁 （页面存档备份，存于）(World Health Organization: Mental Health)